# Neomaniola euripides
Neomaniola euripides är en fjärilsart som beskrevs av Gustav Weymer 1890. Neomaniola euripides ingår i släktet Neomaniola och familjen praktfjärilar. Inga underarter finns listade i Catalogue of Life.